# Exaudi Vocem Meam - Part 2
Exaudi Vocem Meam - Part 2 es el sexto álbum, y segunda parte de un trabajo doble, de la banda de Dark Wave francesa Dark Sanctuary. Fue puesto a la venta en noviembre de 2006 bajo el sello discoráfico Wounded Love Records, y su duración total es de 63:32.
Este trabajo contiene una versión acústica de «L'autre monde» del primer disco Royaume Mélancolique y una versión hecha por la banda de «La complainte de Sally», perteneciente a la banda sonora original del largometraje de Tim Burton The Nightmare Before Christmas.

## Canciones
1. «Dies Mortis» (6:35)
2. «Vision meurtrie» (8:06)
3. «La rêveuse» (4:26)
4. «L'inconnue» (6:15)
5. «Creuseur de terre» (5:07)
6. «L'autre monde» (acústica) (4:58)
7. «Au cœur de l'oubli» (6:00)
8. «J'ai rêvé d'une vie» (6:20)
9. «Femme d'un soldat mort» (5:53)
10. «Un jour, peut-être...» (6:07)
11. «La complainte de Sally» (1:39)

- Datos: Q8846968